# Корюково
Корюко́во (рос. Корюково) — село у складі Катайського району Курганської області, Росія. Входить до складу Ушаковської сільської ради.
Населення — 340 осіб (2010, 403 у 2002).
Національний склад станом на 2002 рік: росіяни — 83 %.